# آموزش در خانه

قانونی
قانونی همراه با محدودیت
غیرقانونی
اطلاعاتی در دسترس نیست

آموزش در خانه یا گاهی خانه‌آموزی عبارت است از آموزش به کودکان که در داخل خانه صورت می‌گیرد. این آموزش بیشتر توسط والدین یا آموزگار خصوصی انجام می‌شود. عبارت است از آموزش و یاددهی به کودکان در خانه، که توسط خود پدر و مادر یا آموزگاران حرفه‌ای صورت می‌پذیرد، به‌جای آنکه، در فضای مدرسه‌های همگانی یا خصوصی انجام گیرد. بسیاری از خانواده‌هایی که کار را با پیاده کردن ساختار آموزشی رسمی مدرسه در خانه شروع می‌کنند، معمولاً به روش‌هایی برای ترویج آموزش در خارج از مدرسه روی می‌آورند که رسمیت کمتری دارند. آموزش در خانه (Homeschooling)، اصطلاحی است که استفاده از آن در آمریکای شمالی رایج است، درحالی‌که اصطلاح home education (با همان معنا) بیشتر در بریتانیا، سایر مناطق اروپا و در بسیاری از کشورهای دیگر رواج دارد.
قبل از تصویب قوانین اجباری شرکت در مدرسه، بخش اعظم آموزش‌های دوران کودکی توسط خانواده یا جامعه انجام می‌شد. در بسیاری از کشورها، تدریس در خانه، به معنای امروزی آن، به‌عنوان جایگزینی برای شرکت در مدارس دولتی و خصوصی تلقی شده و یک گزینه قانونی برای والدین به شمار می‌رود. اما در کشورهای دیگر، آموزش در خانه غیرقانونی بوده یا محدود به شرایط خاصی است که در مطلبی تحت عنوان «وضعیت بین‌المللی آموزش در خانه و آمار و ارقام مربوط به آن» مورد اشاره قرارگرفته است. بر طبق نظرسنجی‌های مرکز ملی آموزش خانگی در آمریکا، حدود سه درصد از کودکان در آمریکا در فاصله بین سال‌های ۲۰۱۱ تا ۲۰۱۲ از آموزش در خانه استفاده کرده‌اند و از سال ۲۰۱۶ تاکنون در آمریکا حدود ۲/۳ میلیون دانش‌آموز آموزش‌دیده در خانه وجود داشته است (بریان، ۲۰۱۶). مطالعات نشان داده است که از میان این کودکان، ۸۳ درصد سفیدپوست، ۵ درصد سیاه‌پوست و ۷ درصد بومی آمریکای لاتین و حدود ۲ درصد نیز آسیایی یا از جزایر اقیانوس آرام بوده‌اند.

## انگیزه‌های آموزش در خانه
والدین دو انگیزه اصلی را برای آموزش در خانه مورد اشاره قرار می‌دهند: نارضایتی از مدارس و علاقه به مشارکت بیشتر در فرایند یادگیری و رشد فرزندان خود. نارضایتی والدین از مدارس موجود، نگرانی دربارهٔ محیط مدرسه، کیفیت تدریس، برنامه آموزشی، زورگویی‌های سیستم آموزشی و نیز عدم اعتماد به توانایی مدرسه در برآوردن نیازهای خاص فرزندان آن‌ها ناشی می‌شود. بعضی از والدین آموزش در خانه را ازاین‌جهت انتخاب می‌کنند که بتوانند کنترل و نظارت بیشتری بر ماهیت و کیفیت محتوای تدریس شده داشته باشند و بدین‌وسیله استعدادهای فردی فرزندان خود را بهتر پرورش دهند، آموزش‌های مذهبی و اخلاقی مدنظر خودشان را ارائه دهند و از مزیت آموزش رودررو (یک‌به‌یک) بهره‌مند شوند؛ چراکه این نوع آموزش به کودک این امکان را می‌دهد که زمان بیشتری را صرف فعالیت‌های دوران کودکی، جامعه‌پذیری و یادگیری غیردانشگاهی بنماید. بسیاری از والدین نیز تحت تأثیر فلسفه‌های آموزشی افراد دیگری چون سوزان ساترلند ایساکس، شارلوت میسون، جان هولت و سر کنت رابینسون قرار دارند.
همچنین آموزش در خانه را می‌توان یکی از عوامل تأثیرگذار در انتخاب سبک تربیتی دانست. آموزش در خانه می‌تواند گزینه‌ای برای خانواده‌های ساکن در مناطق روستایی دورافتاده باشد، یا آن‌هایی که موقتاً در خارج از کشور اقامت دارند و همچنین برای کسانی که مرتب در سفر به سر می‌برند. بسیاری از ورزشکاران جوان، هنرپیشه‌ها و موسیقیدان‌ها در خانه درس خوانده‌اند تا بتوانند خود را با برنامه‌های آموزشی و تمرینی خود وفق دهند. آموزش در خانه را می‌توان با مربیگری و کارآموزی هم مرتبط دانست که در آن یک معلم خصوصی سال‌ها با شاگرد خود کار می‌کند تا به‌خوبی او را پرورش دهد. در سالیان اخیر، آموزش در خانه در آمریکا رواج بیشتری یافته و درصد کودکان بین سنین ۵ تا ۱۷ سال که از آموزش در خانه بهره می‌برند، از ۱/۷ درصد در سال ۱۹۹۹ به ۳ درصد در سال تحصیلی ۱۲–۲۰۱۱ افزایش یافته است.

## نقدها به آموزش در خانه
منتقدان آموزش در منزل استدلال می کنند که کودکان ممکن است در خانه از ارتباط اجتماعی برخوردار نباشند، احتمالاً در نتیجه کودکان مهارت های اجتماعی ضعیف تری دارند و نگران این هستند که برخی والدین مهارت لازم برای راهنمایی و مشاوره فرزندان خود را در مهارت های زندگی ندارند و اگر در مدرسه ثبت نام نشوند ،ممکن است کودک با مردم ،سایر فرهنگ ها، جهان بینی ها و گروه های اقتصادی اجتماعی دیگر روبه رو نشوند  و بنابراین آموزش در خانه نمی تواند آموزش جامع و بی طرفانه را تضمین کند.
تحصیل در خانه میتواند برای بسیاری از دانش آموزان و خانواده ها گزینه بسیار مناسبی باشد اما باید در نظر باشیم مدرسه در روند جامعه پذیری و رشد اجتماعی کودکان نقش اصلی را برعهده دارد.
گرچه تحقیقات نشان می دهد تقریباً چنین نیست. بسیاری از مطالعات نشان می دهد که کودکانی که در خانه آموزش دیده اند، در آزمون های استاندارد نمره بهتری کسب می کنند و دارای مهارت های اجتماعی برابر یا بالاتر هستند و به طور متوسط بیشتر از دانش آموزان مدارس دولتی در فعالیت های فرهنگی و خانوادگی شرکت می کنند.
علاوه بر این، مطالعات نشان می دهد که دانش آموزان در خانه به طور کلی دارای عزت نفس بالاتر، دوستی عمیق تر و روابط بهتر با بزرگسالان هستند و کمتر در معرض فشار همسالان هستند.